# Liste der Kulturdenkmäler in Brachttal
Die folgende Liste enthält die in der Denkmaltopographie ausgewiesenen Kulturdenkmäler auf dem Gebiet  der Gemeinde Brachttal, Main-Kinzig-Kreis, Hessen.
Hinweis: Die Reihenfolge der Denkmäler in dieser Liste orientiert sich zunächst an Ortsteilen und anschließend der Anschrift, alternativ ist sie auch nach der Bezeichnung, der vom Landesamt für Denkmalpflege vergebenen Nummer oder der Bauzeit sortierbar.
Kulturdenkmäler werden fortlaufend im Denkmalverzeichnis des Landes Hessen durch das Landesamt für Denkmalpflege Hessen auf Basis des Hessischen Denkmalschutzgesetzes (HDSchG) geführt. Die Schutzwürdigkeit eines Kulturdenkmals hängt nicht von der Eintragung in das Denkmalverzeichnis des Landes Hessen oder der Veröffentlichung in der Denkmaltopographie ab.

Das Vorhandensein oder Fehlen eines Objekts in dieser Liste ist keine rechtsverbindliche Auskunft darüber, ob es Kulturdenkmal ist oder nicht: Diese Liste entspricht möglicherweise nicht dem aktuellen Stand der offiziellen Denkmaltopographie. Diese ist für Hessen in den entsprechenden Bänden der Denkmaltopographie Bundesrepublik Deutschland und im Internet unter DenkXweb – Kulturdenkmäler in Hessen einsehbar. Auch diese Quellen sind, obwohl sie durch das Landesamt für Denkmalpflege Hessen aktualisiert werden, nicht immer aktuell, da es im Denkmalbestand immer wieder Änderungen gibt.
Eine verbindliche Auskunft erteilt allein das Landesamt für Denkmalpflege Hessen.
Nutze diese Kartenansicht, um Koordinaten in der Liste zu setzen. In dieser Kartenansicht sind Kulturdenkmale ohne Koordinaten mit einem roten bzw. orangen Marker dargestellt und können in der Karte gesetzt werden. Kulturdenkmale ohne Bild sind mit einem blauen bzw. roten Marker gekennzeichnet, Kulturdenkmale mit Bild mit einem grünen bzw. orangen Marker.

## Kulturdenkmäler nach Ortsteilen

### Hellstein
| Bild                 | Bezeichnung          | Lage                                                                                                | Beschreibung                                                 | Bauzeit             | Objekt-Nr. |
| -------------------- | -------------------- | --------------------------------------------------------------------------------------------------- | ------------------------------------------------------------ | ------------------- | ---------- |
| Sandsteinbrücke      | Sandsteinbrücke      | Im Krötenteich (Udenhainer Landstraße) LageFlur: 2, Flurstück: 92                                   | Brücke der L 3443 über den Sotzbach                          | 1823                | 128561 DDB |
| Evangelische Kirche  | Evangelische Kirche  | Kirchweg o. Nr. LageFlur: 3, Flurstück: 40                                                          |                                                              | 1844                | 127791 DDB |
| Bild gesucht BW      | Untermühle           | Mühlgasse 1 LageFlur: 3, Flurstück: 106, 115, 116, 117, 118, 119                                    |                                                              | 18./19. Jahrhundert | 128554 DDB |
| Bild gesucht BW      | Ehemalige Synagoge   | Oberweg 2 LageFlur: 3, Flurstück: 82/2                                                              | Ehemalige Synagoge (mit rituellem Bad und Jüdischer Schule)  |                     | 127792 DDB |
| Bild gesucht BW      |                      | Raiffeisenstraße 1 LageFlur: 3, Flurstück: 125/2                                                    |                                                              | 18. Jahrhundert     | 127793 DDB |
| Bild gesucht BW      |                      | Raiffeisenstraße 3 LageFlur: 3, Flurstück: 126/1                                                    |                                                              | 18. Jahrhundert     | 128555 DDB |
| Bild gesucht BW      |                      | Raiffeisenstraße 5 LageFlur: 3, Flurstück: 128/1                                                    |                                                              | 19. Jahrhundert     | 128556 DDB |
| weitere Bilder       | Alte Schule          | Raiffeisenstraße 10 LageFlur: 3, Flurstück: 214/3                                                   | Alte Schule, heute ist das Dorfgemeinschaftshaus integriert. | Um 1800             | 128557 DDB |
| weitere Bilder       | Ehemaliger Bahnhof   | Raiffeisenstraße 16 LageFlur: 3, Flurstück: 202/7                                                   |                                                              | 1924                | 128558 DDB |
| Bild gesucht BW      | Hofanlage            | Reichenbachstraße 4 LageFlur: 3, Flurstück: 131/1                                                   |                                                              | 19. Jahrhundert     | 128559 DDB |
| Bild gesucht BW      | Ehemalige Obermühle  | Sandwerkstraße 3, Sandwerkstraße, Reichenbach, Obermühle LageFlur: 3, Flurstück: 51, 52, 53, 56, 57 |                                                              | 18. Jahrhundert     | 127794 DDB |
| Backhaus             | Backhaus             | Udenhainer Landstraße o. Nr. LageFlur: 3, Flurstück: 38                                             |                                                              |                     | 127796 DDB |
| weitere Bilder       | Zwei Sühnekreuze     | Udenhainer Landstraße o. Nr. LageFlur: 2, Flurstück: 88/3                                           |                                                              |                     | 127795 DDB |
| Ehemaliges Pfarrhaus | Ehemaliges Pfarrhaus | Udenhainer Landstraße 9, Kirchweg LageFlur: 3, Flurstück: 36/2, 39/1, 39/2                          |                                                              | 18. Jahrhundert     | 128560 DDB |

### Neuenschmidten
| Bild                      | Bezeichnung                        | Lage | Beschreibung                                                                             | Bauzeit             | Objekt-Nr. |
| ------------------------- | ---------------------------------- | --- | ---------------------------------------------------------------------------------------- | ------------------- | ---------- |
| weitere Bilder            | „Neue Schmiede“, ehem. Jagdschloss | Am Eisenhammer 2, Schmelzersgraben, Bracht (Gew. II), Am Eisenhammer 10/12/14, Am Eisenhammer LageFlur: 1, Flurstück: 111, 117/1, 117/3–5, 124/1–3, 48           | Sachgesamtheit Eisenhammer, ehemaliges Jagdschloss und Verwaltungsgebäude der Eisenhütte | 1723                | 128027 DDB |
| Bild gesucht BW           | Ehemalige Postkutschenstation      | Birsteiner Straße 51 LageFlur: 3, Flurstück: 95/1 |                                                                                          | 1849                | 128562 DDB |
| Bild gesucht BW           |                                    | Birsteiner Straße 60 LageFlur: 3, Flurstück: 77/2 |                                                                                          | 18. Jahrhundert     | 128563 DDB |
| Bild gesucht BW           | Sachgesamtheit Schächtelburg       | Hellbruchweg 1/2/3, Schächtelburg, Hirtenküppel, Hellbruchweg, Bracht (Gew. II) (An der L 3443) LageFlur: 1, Flurstück: 15, 16, 20/1, 23, 24/1, 24/2, 25/2–5, 48 | ehemalige Mühle aus fürstlichem Besitz.                                                  | 17./18. Jahrhundert | 128566 DDB |
| Wasserwerk Neuenschmidten | Wasserwerk Neuenschmidten          | In der Dornauwiese (Am Eisenhammer) LageFlur: 2, Flurstück: 21                                                                                                   | Wasserhochbehälter                                                                       | 1909                | 128564 DDB |
| Bild gesucht BW           | Trafostation                       | In der Strut (An der L 3443) LageFlur: 4, Flurstück: 146 | Transformatorenturm                                                                      | 1920er Jahre        | 128567 DDB |
| Bild gesucht BW           | Ehemalige Schule                   | Kaiserstraße 2 LageFlur: 3, Flurstück: 50/1 |                                                                                          | Um 1850             | 128028 DDB |
| Bild gesucht BW           |                                    | Kaiserstraße 10 LageFlur: 3, Flurstück: 8/4 | Fachwerkwohnhaus                                                                         | 18. Jahrhundert     | 128565 DDB |
| Bild gesucht BW           | Herrenmühle                        | Neumühlstraße 24 LageFlur: 2, 3, Flurstück: 50, 33/1 | Sachgesamtheit „Herrenmühle“, „Neue Mühle“                                               | 17. Jahrhundert     | 128163 DDB |

### Schlierbach
| Bild                                                                           | Bezeichnung                                                                    | Lage | Beschreibung | Bauzeit         | Objekt-Nr. |
| ------------------------------------------------------------------------------ | ------------------------------------------------------------------------------ | --- | --- | --------------- | ---------- |
| Bild gesucht BW                                                                | Gesamtanlage Alter Ortskern mit Erweiterungen des 19. Jahrhunderts             | Am Bahnhof, An der alten Schule, Brückenstraße, Fabrikstraße, Hippegasse, Mühlseifenweg, Rothländerweg, Triebstraße, Wächtersbacher Straße, Wiesenweg, Ysenburger Straße Lage | Die Gesamtanlage umfasst: Am Bahnhof 1/1a (auch Einzeldenkmal), An der alten Schule 1, 2, Brückenstraße 1, 2, Fabrikstraße 1, 3 Hippegasse 1 (auch Einzeldenkmal), 3, 5, 7, 9, 9a, 11, 13, 2, 2a, 4, 6, 8, 10, 12, 14, 16, Mühlseifenweg 1, Rothländerweg 2, 2a, Triebstraße 4, 6, 8, 10, 12, 14, 16, 18, Wächtersbacher Straße 31 (auch Einzeldenkmal), 33, 35, 37 (auch Einzeldenkmal), 39, 39a, 39b, 41, 43 (auch Einzeldenkmal), 45, 47, 49, 51 (auch Einzeldenkmal), 53 (auch Einzeldenkmal), 55, 57, 57a, 59 (auch Einzeldenkmal), 61, 65, 65a, 67, 69, 71, 71a, 40, 42, 44a und 44b (KD), 46, 48, 50, 52, 54, 56, 58 (auch Einzeldenkmal), 60, 62, 64 (auch Einzeldenkmal), 66, 68, 70, 74, 76, 78 (auch Einzeldenkmal), Wiesenweg 1, 3 und 5 sowie Ysenburger Straße 2, 4 und 6 (auch Einzeldenkmal). |                 | 128568 DDB |
| Bild gesucht BW                                                                | Ehemaliger Bahnhof                                                             | Am Bahnhof 1/1a LageFlur: 2, Flurstück: 3/17, 3/19 | Bahnhofsgebäude | 1898            | 128029 DDB |
| Bild gesucht BW                                                                | Lindenallee                                                                    | Fabrikstraße o. Nr. LageFlur: 2, Flurstück: 2/15, 2/5, 2/9 | |                 | 128570 DDB |
| Teile der Wächtersbacher Keramikfabrik                                         | Teile der Wächtersbacher Keramikfabrik                                         | Fabrikstraße o. Nr. LageFlur: 2, Flurstück: 2/12, 2/22, 2/24 | Aus historischen Gründen werden die ältesten Teile der Fabrikanlage als Kulturdenkmale eingestuft. Am nördlichen Rand des Geländes gruppieren sich die drei ältesten Gebäude der Fabrik um einen Platanenhain mit einem zentralen Laufbrunnen und bilden so eine dreiseitig geschlossene repräsentative Platzanlage mit dem Verwaltungszentrum. Diese drei Teile werden in den nächsten drei Einträgen genannt. | 19. Jahrhundert | 128569 DDB |
| Bild gesucht BW                                                                | Schuppen um 1834                                                               | Fabrikstraße o. Nr. LageFlur: 2, Flurstück: 2/24 | Neben der Einfahrt befindet sich ein eingeschossiger Schuppen aus der Anfangszeit der Fabrik. Er ist traufseitig teilweise mit bunten dünnen Keramikplatten in Art der für die Gegend typischen Schindeln verkleidet. |                 | 128569 DDB |
| Wohn- und Speichergebäude (ehemaliges Direktorengebäude) Platanenhain, Brunnen | Wohn- und Speichergebäude (ehemaliges Direktorengebäude) Platanenhain, Brunnen | Fabrikstraße o. Nr. LageFlur: 2, Flurstück: 2/22, 2/24 | | 1859            | 128569 DDB |
| Verwaltungsgebäude                                                             | Verwaltungsgebäude                                                             | Fabrikstraße o. Nr. LageFlur: 2, Flurstück: 2/24 | |                 | 128569 DDB |
| Bild gesucht BW                                                                | Fachwerkbau vor dem Fabriktor                                                  | Fabrikstraße o. Nr. LageFlur: 2, Flurstück: 2/15 | |                 | 128571 DDB |
| Bild gesucht BW                                                                | Evangelische Kirche                                                            | Hippegasse 1 LageFlur: 2, Flurstück: 58/2, 59/1 | Um 1500 Chor, spätgotisch aufgelöste Maßwerkfenster. das neugotische Kirchenschiff in Chorbreite mit Dachreitern um 1850 von Georg Gottlob Ungewitter. | Um 1460         | 128030 DDB |
| Bild gesucht BW                                                                |                                                                                | Kolonieweg 7 LageFlur: 1, Flurstück: 88 | Wohnhaus von Christian Neureuther | Um 1900         | 128572 DDB |
| Bild gesucht BW                                                                | Wasserwerk Schlierbach                                                         | Königstuhl LageFlur: 5, Flurstück: 7 | Wasserhochbehälter | 1929            | 128574 DDB |
| Bild gesucht BW                                                                | Gasthaus „Frankfurter Hof“                                                     | Struthstraße 2 LageFlur: 1, Flurstück: 122/2 | | Um 1880         | 128573 DDB |
| Bild gesucht BW                                                                |                                                                                | Wächtersbacher Straße 31 LageFlur: 1, Flurstück: 137/6 | | 19. Jahrhundert | 128031 DDB |
| Bild gesucht BW                                                                |                                                                                | Wächtersbacher Straße 37 LageFlur: 1, Flurstück: 145 | | 1836            | 128575 DDB |
| Bild gesucht BW                                                                |                                                                                | Wächtersbacher Straße 43 LageFlur: 1, Flurstück: 153/2 | |                 | 128576 DDB |
| Bild gesucht BW                                                                | Sachgesamtheit Alte Schule                                                     | Wächtersbacher Straße 51 LageFlur: 2, Flurstück: 31/1 | | 19. Jahrhundert | 128577 DDB |
| Bild gesucht BW                                                                |                                                                                | Wächtersbacher Straße 53 LageFlur: 2, Flurstück: 20/2 | | 1859            | 128578 DDB |
| Bild gesucht BW                                                                | Hofanlage                                                                      | Wächtersbacher Straße 59 LageFlur: 2, Flurstück: 15/2 | | 19. Jahrhundert | 128579 DDB |
| Bild gesucht BW                                                                |                                                                                | Wächtersbacher Straße 64 LageFlur: 2, Flurstück: 68/4 | | 19. Jahrhundert | 128580 DDB |
| Bild gesucht BW                                                                |                                                                                | Wächtersbacher Straße 78 LageFlur: 2, Flurstück: 85/14 | | 18. Jahrhundert | 128581 DDB |
| Bild gesucht BW                                                                |                                                                                | Ysenburger Straße 6 LageFlur: 1, Flurstück: 149 | | Um 1905         | 128582 DDB |

### Spielberg
| Bild            | Bezeichnung                        | Lage | Beschreibung | Bauzeit               | Objekt-Nr. |
| --------------- | ---------------------------------- | --- | --- | --------------------- | ---------- |
| Bild gesucht BW | Gesamtanlage Alter Ortskern        | Am Steinacker, Brunnenstraße, Burgstraße, Hainbuchenweg, Kellerhausstraße, Merzgasse, Oberwiesenweg, Schulwaldstraße, Streitberger Straße, Wittgenborner Straße Lage | Die Gesamtanlage umfasst das dörfliche Ortszentrum und besteht aus den Gebäuden: Am Steinacker 2, 4, Brunnenstraße 1, 3, 5, 7, 9, 2, 4, Burgstraße 1 (KD), 5, 2, 4, Hainbuchenweg 2, 4, 6, Kellerhausstraße 7, 2, 4, 6, 8, 10, Merzgasse 2, Oberwiesenweg 1, 2, 4, Schulwaldstraße 1, 3, 5, 7, 9, 11, 13 (KD), 15, 17 (KD), 2, 4, 4a, 6 (KD), 8, 10 (KD), 12, 14, 18, ohne Nr. Kirche (KD), Streitberger Straße 1 (KD), 3, 3a, 2, 4, 6 und Wittgenborner Straße 1, 3, 5, 7, 9, 11, 2 (KD), 4, 6 |                       | 128583 DDB |
| Bild gesucht BW | Wasserwerk Spielberg               | Am Märzacker LageFlur: 18, Flurstück: 69/35 | Wasserhochbehälter | 1950er Jahre          | 128584 DDB |
| Bild gesucht BW |                                    | Burgstraße 1 LageFlur: 9, Flurstück: 35/2 | | 19. Jahrhundert       | 128033 DDB |
| weitere Bilder  | Mauerreste der ehemaligen Burg     | Burgstraße 4 LageFlur: 9, Flurstück: 30/1 | im Garten Überreste der Burg Spielberg (Turmstumpf) | Vor 1365              | 128034 DDB |
| Bild gesucht BW | Evangelische Kirche                | Schulwaldstraße o. Nr. LageFlur: 9, Flurstück: 100/9 | Langgestreckter Saalbau mit kleinem Dachreiter in der Mitte. Ysenburgisches Allianzwappen als Türbekrönungen, dreiseitige Emporen und Kanzel in der Form des 18. Jahrhunderts. Die Taufschale und Kanne aus der 1. Hälfte des 16. Jahrhunderts. | 18. Jahrhundert; 1727 | 128043 DDB |
| Bild gesucht BW |                                    | Schulwaldstraße 6, Brunnenstraße LageFlur: 9, Flurstück: 69/4, 69/5                                                                                                  | | 18./19. Jahrhundert   | 128585 DDB |
| weitere Bilder  | Ehemaliges isenburgisches Amtshaus | Schulwaldstraße 10 LageFlur: 9, Flurstück: 20/1 | Heute Brachttal-Museum, fünf- auf dreiachsiges, zweistöckiges Steinhaus aus Bruchsteinen, vermörtelt, teilverputzt mit Eckquaderung, sehenswertes Eingangsportal in Sandstein | 17. Jahrhundert       | 128035 DDB |
| Bild gesucht BW |                                    | Schulwaldstraße 13, Schulwaldstraße LageFlur: 9, Flurstück: 18/1, 19/4                                                                                               | |                       | 128036 DDB |
| Bild gesucht BW |                                    | Schulwaldstraße 17 LageFlur: 6, Flurstück: 1/2 | |                       | 128586 DDB |
| Bild gesucht BW | Hofanlage                          | Streitberger Straße 1 LageFlur: 8, Flurstück: 20/3 | | 18./19. Jahrhundert   | 128037 DDB |
| Bild gesucht BW | Hofanlage                          | Wittgenborner Straße 2 LageFlur: 8, Flurstück: 37/4 | | 18. Jahrhundert       | 128038 DDB |

### Streitberg
| Bild            | Bezeichnung                | Lage                                                                                                 | Beschreibung | Bauzeit             | Objekt-Nr. |
| --------------- | -------------------------- | --- | --- | ------------------- | ---------- |
| Bild gesucht BW | Gesamtanlage I, Oberdorf   | Birkenstraße, Hofweg, Lindenstraße, Spielberger Straße, Wetteraustraße, Abschnitt des Dorfbachs Lage | Die Gesamtanlage umfasst das Oberdorf und damit die Gebäude: Birkenstraße 1 (KD), 3, 5, 2 (Scheune KD), 2a, 4, ohne Nr. (Trafostation) (KD), Hofweg 1 (KD), Lindenstraße 2 (KD), Spielberger Straße 1, 3, 5, 7, 9, 11, 13, 2, 4, 6, 8, 10 (KD), 12, Wetteraustraße 1, 3, 5, 7, 9 (KD), 11, 2, 4, 6 sowie einen Abschnitt des Dorfbaches |                     | 128587 DDB |
| Bild gesucht BW | Gesamtanlage II, Unterdorf | Im Unterdorf, Tannenweg Lage                                                                         | Die Gesamtanlage umfasst das Unterdorf und damit die Gebäude: Im Unterdorf 3, 5, 7, 9, 2, 4, 6, 8 (KD) und Tannenweg 1 (KD), 2 (Scheune) |                     | 128587 DDB |
| Bild gesucht BW |                            | Birkenstraße 1 LageFlur: 9, Flurstück: 30/1                                                          | | Um 1850             | 915226     |
| Bild gesucht BW |                            | Birkenstraße 2 LageFlur: 8, Flurstück: 49/2                                                          | |                     | 915213     |
| Bild gesucht BW | Hofanlage                  | Hofweg 4 LageFlur: 8, Flurstück: 69/2, 77/2                                                          | | 19. Jahrhundert     | 128591 DDB |
| Bild gesucht BW | Trafostation               | Im Oberdorf (neben Birkenstraße 7) LageFlur: 9, Flurstück: 27                                        | Transformatorenturm | 1920er Jahre        | 128590 DDB |
| Bild gesucht BW | Hofanlage                  | Im Unterdorf 8 LageFlur: 8, Flurstück: 10/2                                                          | | 1831                | 128592 DDB |
| Bild gesucht BW |                            | Lindenstraße 2 LageFlur: 9, Flurstück: 36                                                            | Wohnhaus einer Hofanlage | 19. Jahrhundert     | 128593 DDB |
| Bild gesucht BW | Hofanlage                  | Spielberger Straße 10 LageFlur: 8, Flurstück: 72/1                                                   | | 1847                | 128594 DDB |
| Bild gesucht BW | Hofanlage                  | Tannenweg 3 LageFlur: 8, Flurstück: 24/5                                                             | | 18./19. Jahrhundert | 128595 DDB |
| Bild gesucht BW | Wohnhaus                   | Wetteraustraße 9 LageFlur: 9, Flurstück: 86/2                                                        | | 20. Jahrhundert     | 128596 DDB |

### Udenhain
| Bild            | Bezeichnung                 | Lage | Beschreibung | Bauzeit         | Objekt-Nr. |
| --------------- | --------------------------- | --- | --- | --------------- | ---------- |
| Bild gesucht BW | Gesamtanlage Alter Ortskern | Hauptstraße, Hellsteiner Straße, Kirchstraße, Mühlweg, Parkstraße mit den angrenzenden Grünflächen, Ringstraße, Steinweg, Bachlauf des Krötenbachs im Ortsbereich Lage | Die Gesamtanlage besteht aus dem dörflichen Ortskern am Fuß des Kirchbergs mit folgenden Gebäuden: Hauptstraße 1 (KD), 3, 5 (KD), 2 (KD), 4, 6, 8, 10 (KD), Hellsteiner Straße, 1 (KD), 2, 4, 6, 8 (KD), 10, 12, 14, 16, Kirchstraße 3, 4, ohne Nr. (Kirche mit Kirchberg) (KD), Mühlweg 1, Parkstraße mit angrenzenden Grünflächen, Ringstraße 1 sowie dem Bachlauf des Krötenbachs im Ortsbereich |                 | 128597 DDB |
| Bild gesucht BW | Sühnekreuz                  | Am Eichrain LageFlur: 6, Flurstück: 87/1 | | 15. Jahrhundert | 128604 DDB |
| Bild gesucht BW | Wasserwerk Udenhain         | Am Steinchesküppel o. Nr. LageFlur: 22, Flurstück: 3/2 | Wasserhochbehälter | 1920er Jahre    | 128598 DDB |
| Bild gesucht BW | Gasthof                     | Hauptstraße 1 LageFlur: 11, Flurstück: 9/1 | | 1829            | 128599 DDB |
| Bild gesucht BW | Streckhof                   | Hauptstraße 2 LageFlur: 10, Flurstück: 2/1 | |                 | 128039 DDB |
| Bild gesucht BW | Wohnhaus                    | Hauptstraße 5 LageFlur: 11, Flurstück: 19/2 | | 19. Jahrhundert | 128600 DDB |
| Bild gesucht BW | Wohnhaus                    | Hauptstraße 10 LageFlur: 10, Flurstück: 8/1 | | 19. Jahrhundert | 128601 DDB |
| Bild gesucht BW | Hofanlage                   | Hellsteiner Straße 1 LageFlur: 10, Flurstück: 92/2 | | 19. Jahrhundert | 128602 DDB |
| Wohnhaus        | Wohnhaus                    | Hellsteiner Straße 8 LageFlur: 8, Flurstück: 18/1 | | 17. Jahrhundert | 128040 DDB |
| weitere Bilder  | Ehemalige Kirche St. Martin | Kirchstraße o. Nr. LageFlur: 10, Flurstück: 26 | | 15. Jahrhundert | 128041 DDB |
| Bild gesucht BW | Ehemaliger Forsthof         | Kirchstraße 17 LageFlur: 13, Flurstück: 90/1 | | Um 1890         | 128603 DDB |
| Bild gesucht BW | Trafostation                | Vogelsbergstraße o. Nr. LageFlur: 8, Flurstück: 12/1 | Transformatorenturm | 1920            | 128605 DDB |